# Speak No Evil (Album)

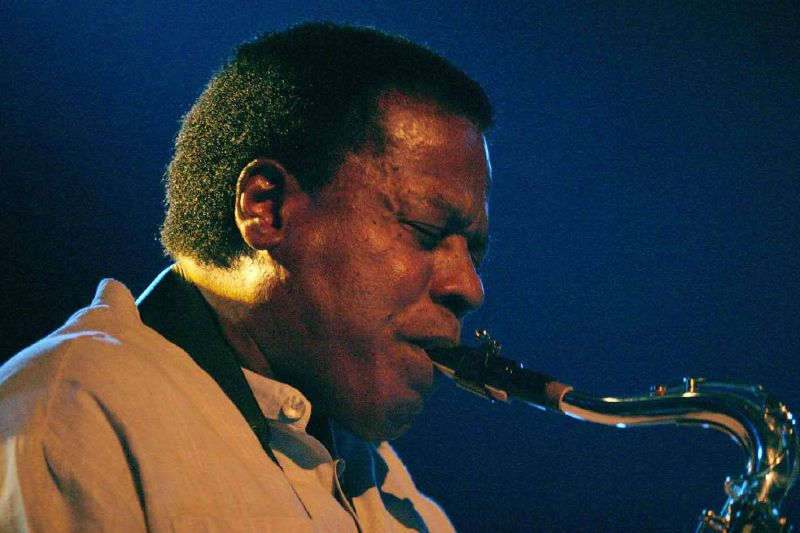
Wayne Shorter (2006)

Speak No Evil ist das sechste Studioalbum des Saxophonisten Wayne Shorter. Das Jazz-Album wurde am 24. Dezember 1964 im Studio von Rudy Van Gelder in Englewood Cliffs, New Jersey aufgenommen, jedoch erst 1966 von Blue Note Records veröffentlicht.

## Das Album
Das Studioalbum Speak No Evil war nach den 1964 entstandenen LPs Night Dreamer und JuJu die dritte Veröffentlichung des Tenorsaxophonisten unter eigenem Namen für Alfred Lions Label Blue Note. Es zählt zu jenen Veröffentlichungen vor 1970, die Richard Cook und Brian Morton zu den „individuellsten Werken Shorters“ rechnen.
das durch „höchst originellen und ungewöhnlichen Kompositionen“ besticht.
Das Cover des Albums zeigt Teruka (Irene) Nakagami, Wayne Shorters erste Ehefrau, die er 1961 kennenlernte.
Nachdem er bei den vorangegangenen Alben für Blue Note mit den Coltrane-Musikern McCoy Tyner, Elvin Jones und Reggie Workman gespielt hatte, war er „unfair als 'einer-von-diesen-Coltrane-Jüngern' etikettiert worden“, schrieb Thom Jurek in Allmusic. Zu Shorters Mitspielern auf diesem Album gehörte von den in Coltranes „klassischem Quartett“ spielenden Musikern nur noch Schlagzeuger Elvin Jones; hinzu kamen zwei Mitglieder des „zweiten Quintetts“ von Miles Davis, dem Shorter selbst seit September 1964 angehörte, nämlich der Pianist Herbie Hancock und der Bassist Ron Carter. Zum Quintett wurde die Formation durch Trompeter Freddie Hubbard, mit dem Shorter seit seinen Tagen als musikalischer Direktor von Art Blakeys Jazz Messengers zusammengearbeitet hatte. Hubbard war Mitte der 60er Jahre auch ein häufiger musikalischer Partner von Hancock.
Der zweite Hauptsolist auf Speak No Evil ist allerdings der Pianist Hancock, nicht der Trompeter (der kein Solo auf „Dance Cadaverous“ und auf „Infant Eyes“ spielt). Hancock und Carter begleiten rhythmisch frei und fangen harmonisch die Solisten auf, während Jones sich auf das timekeeping konzentriert.
Die Klangfarben der Kompositionen Shorters sind eher dunkel, wie schon die Titel bezeugen.
Shorter brachte in die Session sechs neue Kompositionen ein; Don Heckman zitiert ihn in den Liner Notes, beim Schreiben des Materials für dieses Album
„thinking of misty landscapes with wild flowers and strange, dimly-seen shapes – the kind of place where folklore and legends are born. And then I was thinking of things like witch burnings too.“
Märchen waren auch eine Inspirationsquelle für die bluesige Ballade „Fee-Fi-Fo-Fum“, die nach dem Ausruf des Riesen in Hans und die Bohnenranke benannt ist. Jurek hebt den „ungewöhnliche[n] harmonische[n] Rahmen (...) mit seiner balladenhaften Struktur“ hervor, der sich „vermischt mit dem Blues-Feeling des Hard Bop und dem modalen Jazz, was die Illusion eines größeren Ensembles schafft“.
Das Album beginnt mit „Witch Hunt“ und seiner markanten Hornfanfare. Der walzerartige „Dance Cadaverous“ war nach Shorter von einer alten Fotografie von Medizinstudenten beeinflusst, die sich daran machen, einen Leichnam zu obduzieren. Das Stück enthält melodische Bezüge zu Jean Sibelius’ Valse triste, den Shorter schließlich auf den nächsten Album The Soothsayer (1965) einspielte. Nach dem Titelstück „Speak No Evil“, in dem „Stufen harmonischer und rhythmischer Freiheiten drängt, die im gewöhnlichen Hardbop-Kontext nicht toleriert wurden“, folgt „Infant Eyes“, das er für seine Tochter schrieb, als sie ein Säugling war, im Aufbau anderen Balladen Shorters ähnelnd wie „House of Jade“ (aus JuJu) oder „Iris“ vom Davis-Album E.S.P. Das Album endet mit „Wild Flower“, einem weiteren Stück in Walzer-Takt. Shorters Solo über dieses Thema „verbindet auf geniale Weise simple melodische Ideen mit mitreißenden Läufen und Soundeffekten.“

## Editorische Notiz
Speak No Evil wurde ursprünglich als Langspielplatte BLP 4194 und BST 84194 veröffentlicht; die erste Ausgabe in CD-Form erfolgt 1986. Eine remasterte Version, herausgegeben von Rudy Van Gelder, erschien 1998 und enthielt einen Alternate Take von Dance Cadaverous.

## Titelliste
Seite 1
1. Witch Hunt – 8:07
2. Fee-Fi-Fo-Fum – 5:50
3. Dance Cadaverous – 6:45

Seite 2
1. Speak No Evil – 8:23
2. Infant Eyes – 6:51
3. Wild Flower – 6.00

CD-Bonustrack
1. Dance Cadaverous (Alternate Take) – 6:35

Alle Kompositionen stammen von Wayne Shorter.

## Rezeption
Shorters Speak No Evil zählt heute mit Art Blakeys Mosaic, Herbie Hancocks Empyrean Isles und Maiden Voyage, Freddie Hubbard Hub-Tones, Bobby Hutchersons Components oder Joe Hendersons Mode for Joe zu den „nahezu vollkommene[n] Klassiker[n]“ jener Zeit, schrieb Michael Cuscuna. Für Janis Görlich von der Jazzzeitung ist das Album „ein Klassiker der Jazzgeschichte“ Auch Richard Cook und Brian Morton zählen das Album zu Shorters großartigstem Werk und wählten es in The Penguin Guide to Jazz in ihre Liste der Core Collection.
„Für uns ist Speak No Evil die mit Abstand zufriedenstellendste Platte Shorters. Die Verständigung mit Hancock war vollkommen und telepathisch.(...) Das Album gab die Vorlage für eine Schar von Nachahmern, aber bislang hat keine eine Aufnahme von solcher Kraft und inneren Ausgeglichenheit vorgelegt (...) es ist offensichtlich eine der wichtigsten Jazzplatten dieser Periode.“
Auch Ian Carr stellt das Album in die Reihe von Shorters wichtigsten Werken; es sei „ein klassisches Album sowohl hinsichtlich der Komposition als auch der Improvisation, war Inspirationsquelle für viele Musiker.“ Allmusic verlieh dem Album die Höchstbewertung von fünf Sternen. Für Autor Thom Jurek trifft hier die „Avantgarde auf den Hardbop der 50er Jahre und jeder gewinnt.“ Als Beispiel für Shorters Ansatz wählt er das Titelstück, in dem dieser Post-Bop-orientierte Melodielinien gegen Hancocks Kontrapunkte setzt.
Die Musikzeitschrift Jazzwise nahm das Album in die Liste The 100 Jazz Albums That Shook the World auf.